# Early Rings, Compositions 1974-1975
Early Rings, Compositions 1974-1975 è un album discografico del pianista compositore Arturo Stalteri, pubblicato nel 2005 dalla M.P. & Records

## Il disco
Si tratta di registrazioni casalinghe inedite, databili 1974 e 1975, completamente rimasterizzate da Pino Zingarelli nel 2005. L'elemento che accomuna le quindici tracce è la fascinazione subita dal pianista romano dalla prima lettura de Il Signore degli Anelli di J. R. R. Tolkien. Nel disco Stàlteri suona chitarra acustica, chitarra elettrica, chitarra a dodici corde, mandolin-guitar, balalaica, organo Farfisa,  bass keyboard, slalom, pianoforte, darabouka, cimbali, flauto dolce, clarinetto doppio indiano, sitar, violino, glockenspiel e canta.
Il disco contiene inoltre il dittico The Ordeal, costituito da due brani incisi nel 2004: Before the Ordeal dello stesso Arturo Stàlteri e After the Ordeal dei Genesis, quest'ultimo realizzato con la partecipazione di Yasue Ito al violino.

## Tracce
Early Rings
Musiche di Arturo Stàlteri; edizioni musicali M.P & Records.
1. From  Hobbiton  to the Land of  Shadow – 3:20 (musica: Arturo Stàlteri)
2. Leaving Shire – 2:03 (musica: Arturo Stàlteri)
3. The Black Riders – 3:11 (musica: Arturo Stàlteri)
4. The Old Forest - Tom Bombadil – Goldberry – 5:23 (musica: Arturo Stàlteri)
5. Mr. Underhill’s Dance – 1:11 (musica: Arturo Stàlteri)
6. Elrond, Lord of Rivendell – 2:13 (musica: Arturo Stàlteri)
7. The Mines of Moria – 4:15 (musica: Arturo Stàlteri)
8. Lothlórien – 3:10 (musica: Arturo Stàlteri)
9. The Riders of Rohan – 2:05 (musica: Arturo Stàlteri)
10. The Forest of Fangorn – 2:14 (musica: Arturo Stàlteri)
11. Helm’s Deep – 1:17 (musica: Arturo Stàlteri)
12. The Passage of the Marshes – 1:31 (musica: Arturo Stàlteri)
13. Shelob’s Lair – 2:10 (musica: Arturo Stàlteri)
14. The Battle of the Pelennor Fields – 2:12 (musica: Arturo Stàlteri)
15. The Grey Havens – 4:20 (musica: Arturo Stàlteri)

Durata totale: 40:35
The Ordeal
Musiche di Arturo Stàlteri, Genesis; edizioni musicali M.P & Records, Notebest-Carlin.
1. Before the Ordeal – 2:35 (musica: Arturo Stàlteri)
2. After the Ordeal – 5:08 (musica: Genesis - rielaborazione per pianoforte e violino di Arturo Stàlteri) – Yasue Ito violino

Durata totale: 7:43